# Naon Charles Somé
Naon Charles Martin Somé (* um 1929 in Zodoun, Obervolta, heute Burkina Faso) ist ein ehemaliger Fußballfunktionär und -schiedsrichter aus dem westafrikanischen Staat Burkina Faso.
Somé wurde um 1929 in Zodoun, einem im Departement Dissin in der heutigen Provinz Ioba (Region Sud-Ouest) gelegenen Dorf, geboren. Er verbrachte einen Teil seiner Schulzeit im Senegal auf der École normale William-Ponty in Dakar. Als Mitglied von ASF Bobo-Dioulasso gründete er die Organisation du sport à l’école primaire (OSEP) und wurde zum Schiedsrichter, als jeder Verein ein Mitglied dazu wählen musste. Während seiner Zeit als Schiedsrichter zwischen 1965 und 1966 leitete er als erster internationaler Referee des Landes unter anderem ein Qualifikationsspiel zwischen Senegal und Guinea sowie Partien im Afrikapokal.
Nachdem 1965 der nationale Fußballverband Fédération voltaïque de football (FVF) von der Regierung aufgelöst worden war, wurde er gegen seinen Willen als Nachfolger von Adrien Tapsoba zum Verbandspräsidenten ernannt. Diesen Posten hatte er allerdings nur bis zum 3. Januar 1966 inne, dem Tag des Sturzes von Staatspräsident Maurice Yaméogo.
Somé, der als Schulrat tätig war, wurde mit nationalen Verdienstorden ausgezeichnet, verzichtete aber auf eine weitere Auszeichnung wegen des dafür nötigen Aufwandes.
Er ist verheiratet und Vater von sieben Kindern, von denen eines vor ihm gestorben ist.